# Kigali
Kigali è la capitale e la città più popolosa della repubblica del Ruanda. È capoluogo della provincia omonima. È situata al centro della nazione ed è la principale città del paese dal punto di vista culturale ed economico.
È divenuta capitale nel 1962, in seguito al raggiungimento dell'indipendenza da parte del paese. Tutti i principali uffici nazionali, compresi la sede della Presidenza e del Governo e tutti i Ministeri hanno sede in città. L'attuale provincia di Kigali (già Kigaly City), è stata allargata nel gennaio del 2006 nell'ambito della riorganizzazione amministrativa del paese.
È considerata la città più pulita d'Africa.

## Storia
Fondata nel 1907 durante il dominio tedesco, la città divenne capitale del Ruanda solo in seguito all'indipendenza, raggiunta nel 1962: infatti ai tempi del regno mwami la capitale aveva sede a Nyanza, mentre sotto il dominio coloniale aveva sede a Butare, ora conosciuta come "Astrida". In seguito all'indipendenza del Ruanda si pensò inizialmente di scegliere Butare come capitale, ma si preferì Kigali dal momento che si trovava geograficamente al centro del paese: da quel momento la città divenne il principale centro del Ruanda.
A partire dal 7 aprile 1994, Kigali fu uno degli scenari del genocidio perpetrato contro i tutsi causato dal conflitto etnico tra Hutu e Tutsi, nel quale rimasero uccise circa un milione di persone di maggioranza Tutsi. In seguito al genocidio dei tutsi è iniziata una riorganizzazione della città nell'ambito del progetto di pacificazione del paese.

## Geografia fisica
Si trova in una zona collinare a un'altezza variabile fra i 1400 e i 1600 m s.l.m. Gode di un clima piacevolmente estivo tutto l'anno, con temperature massime che si avvicinano ai 30 gradi, nonostante il soleggiamento non sia molto notevole. Le piogge sono regolari e piuttosto frequenti, salvo nel trimestre "invernale" da giugno ad agosto.

## Clima
| Kigali              | Mesi | Mesi | Mesi | Mesi | Mesi | Mesi | Mesi | Mesi | Mesi | Mesi | Mesi | Mesi | Stagioni | Stagioni | Stagioni | Stagioni | Anno  |
| Kigali              | Gen  | Feb  | Mar  | Apr  | Mag  | Giu  | Lug  | Ago  | Set  | Ott  | Nov  | Dic  | Inv      | Pri      | Est      | Aut      | Anno  |
| ------------------- | ---- | ---- | ---- | ---- | ---- | ---- | ---- | ---- | ---- | ---- | ---- | ---- | -------- | -------- | -------- | -------- | ----- |
| T. max. media (°C)  | 26,1 | 26,0 | 25,9 | 25,4 | 25,2 | 25,5 | 26,3 | 27,1 | 27,1 | 26,0 | 25,1 | 25,3 | 25,8     | 25,5     | 26,3     | 26,1     | 25,9  |
| T. min. media (°C)  | 14,7 | 14,6 | 14,6 | 14,8 | 14,9 | 13,6 | 13,5 | 14,4 | 14,4 | 14,2 | 14,0 | 14,5 | 14,6     | 14,8     | 13,8     | 14,2     | 14,4  |
| Precipitazioni (mm) | 85   | 93   | 106  | 168  | 118  | 23   | 8    | 27   | 68   | 103  | 114  | 87   | 265      | 392      | 58       | 285      | 1 000 |

## Economia
Nelle vicinanze si estraggono stagno e tungsteno. L'economia del paese è in forte crescita, e in città stanno sorgendo numerosi nuovi edifici. Sul territorio sono presenti molte ONG. La città è sede di un aeroporto internazionale. La città nel 2009 sta cablando tutta la propria area in vista di una più generale conversione dell'economia cittadina verso settori tecnologici.

## Amministrazione

### Gemellaggi
- Oklahoma City